# Budapest Rákoscsaba-Újtelep
Budapest Rákoscsaba-Újtelep (węg: Rákoscsaba-Újtelep megállóhely) – przystanek kolejowy w Budapeszcie, na Węgrzech. Znajduje się w XVII dzielnicy miasta Rákosmente, w części Rákoscsaba-Újtelep.
Przy przystanku zbudowano parking typu P+R na 28 samochodów i dla 20 rowerów.

## Linie kolejowe
- Linia kolejowa 80a Budapest–Hatvan

## Transport publiczny
Przystanek jest obsługiwany przez komunikację miejską BKV.
- Autobusy:  98, 176E
- Autobusy nocne:  998